# 鰹のタタキ

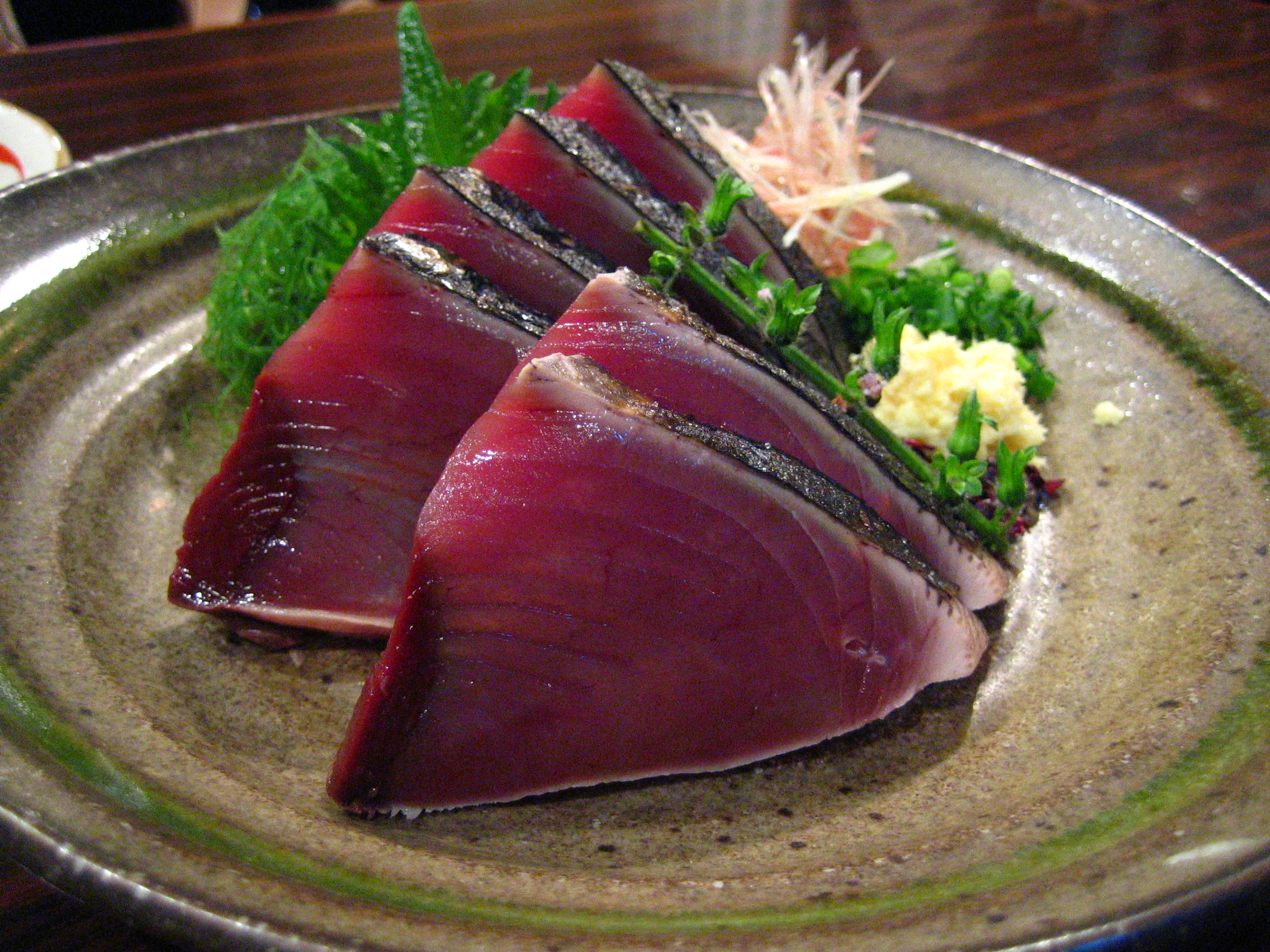
鰹のタタキ

鰹のタタキ（かつおのタタキ）は刺身の一種で、高知県発のカツオを用いた料理。鰹を節に切り、表面のみをあぶったのち冷やして切り、薬味とタレをかけて食べるもので、別名「土佐造り」とも言う。

## 起源
漁師のまかない料理から発達した説や、鰹節を作るときに残る部分を皮付きのまま串に刺して焼いたとするカツオ節派生説、土佐藩主・山内一豊が食中毒防止を理由として鰹の刺身を禁じたため表面のみを焼いて焼き魚と称して食べられた、さらに、魚の皮下に居る寄生虫などを殺すためとする説、あるいは明治時代になってから高知に来県した西洋人が、鯨肉を生焼きにしてビフテキ代わりにした調理法を鰹に応用した等、様々な説がある。一方「鰹のタタキ」という言葉自体は、古くは本能寺の変で脱出途中の徳川家康が匿われた際に振る舞われた食膳にまで記述が遡るが、これは「鰹の塩辛」であり、現代で食される「鰹のタタキ」ではない。この高知県外で「鰹のタタキ」と呼ばれた「鰹の塩辛」は、高知県では「酒盗」と呼ばれている。「酒盗」の命名者は12代藩主の山内豊資とされている。

## 一般的なタタキ

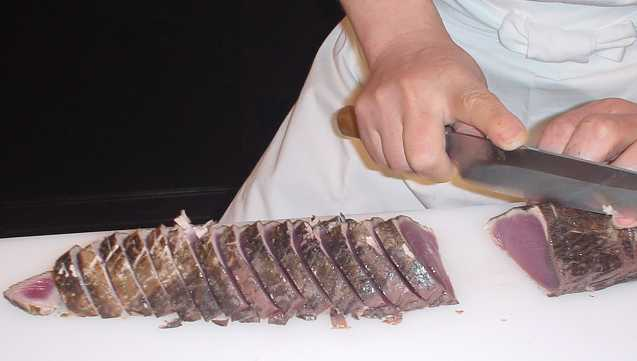
鰹のタタキ（調理中）

いわゆるカツオのタタキ。新鮮な鰹のウロコを削ぎ落とし皮つきのまま調理する。五枚におろした節を、皮目を中心に表面だけ軽く火が通るように炎で手早くあぶり、冷やす。燃料は季節と香りから稲藁がよく使われる（初夏にふさわしい香ばしい香りが好まれる藁焼きカツオは香りを損なわないように自然に冷ます）。水気を切って刺身包丁で厚さ1cm程度の切り重ねにし、大皿に盛って上から薬味とタレをたっぷりかけて供する。
なじませるために手指で軽くたたき、冷蔵庫で1時間ほど寝かせる。（→たたき参照）
なお、「たたき」という名称の由来については諸説あり定かではない。薬味や調味料を身にまぶし実際に包丁の背で叩くことで「たたき」や、焼いてからたれをかけ木の棒で叩く「たたき」、とくに物理的に「叩く」という行為をしない「たたき」など多岐にわたる。
生かつおの柵にやや多めの粗塩をまぶし藁火で炙り、熱いまま刺身に切り分け薬味と盛り付けたり、刺身に切ったまな板上で薬味やタレをまぶし包丁のひらで叩いてタレをなじませ、そのまま食べる方法がある。表面を炙ることの利点としては、薫製にも似た香ばしさがつくこと、身の余分な水分が減り食感が向上し味も濃厚になること、皮と身の間に付いている薄い脂身の部分に熱が加わることで美味しく食べることができる、などがある。
なお高知県に隣接する徳島県海部郡海陽町宍喰（旧：海部郡宍喰町）では、鰹のタタキと同じく三枚におろした生の魚の表面を炙り、刺身状に加工した上で柚子酢と塩を手で叩き込み、タマネギの千切りを乗せた料理を「焼き切り」（やきぎり）と呼び、スマ（地域名「ヒライ」）、カツオ、ヒラソウダ、メジナ（グレ）、イシダイ（ハス）、イシガキダイ（コウロ）などの魚がこの調理方法で賞味されている。

## 血合いのタタキ
主に鰹節の産地で食べられている料理の一つ。名前の由来は、包丁で細かくする際、包丁がまな板を叩く音が小気味よいリズムを奏でる事からきている。
魚の背と腹身の間にある血合いと呼ばれる暗赤色の部分を集め、包丁で細かく刻む。この際、ネギなどの薬味を入れ、叩く様に包丁で混ぜながら刻む。慣れた人になると二本の包丁を使い、リズムを取りながら行う。
これに酢などの酸味を効かせて食べる。

## 代表的な調理法
- 薬味：刻みネギ、おろし生姜、薄切りのニンニク、ワサビ、大葉、木の芽、ミョウガ、刻んだ玉ねぎ、青唐辛子の輪切りなど。
- タレ：ポン酢、三杯酢、土佐酢、生姜醤油など。高知県東部と中央部では違いがある。醤油や酢を一切用いずに塩、ユズ果汁だけで食べる人もいる。
- 付け合せ：ミョウガ、大根おろし、ウド、きゅうり、りゅうきゅう、玉ねぎなど。